# Stefan George
Stefan George (Büdesheim kraj Bingena, 12. srpnja 1868. – Minusio kraj Locarna, 4. prosinca 1933.), njemački književnik. 
Putovao je Italijom, Francuskom, Engleskom i Španjolskom. Pisao je pod utjecajem Verlainea i Mallarmea. Za svoj uski, ezoterični literarni krug osnovao je Blätter für Kunst, glasilo koje je postalo promotor njegovih ideja. Jedan je od vođa onog romantičnog pokreta u njemačkoj književnosti koji se odupirao naturalizmu. Veličao je antički kult ljepote i radosti, bio je majstor jezika i prevratnik pjesničkih oblika te stvara sažetiji, ali i hermetičniji stil. U njegovu pjesništvu jasni su tragovi l'art pour l'arta, mistike, filohelenizma, estetskog aristokratizma i orijentalne egzotike. Želeći biti prorokm kulture i njezinim obnoviteljem, okuplja oko sebe krug vjernih pristaša. Nacionalsocijalisti su pokušali iskoristiti njegovo djelo u propagandne svrhe, ali se on distancirao od toga, napustio Njemačku i umro u emigraciji. Prevodio je Dantea, Baudelairea i Shakesperearea.
Djela:
- "Himne"
- "Hodočašća"
- "Godina duše"
- "Sag života"
- "Sedmi prsten"
- "Zvijezda saveza"
- "Rat"
- "Novo carstvo"
- "Dani i djela"